# Zdzisław Wojdylak
Zdzisław Wojdylak (ur. 3 października 1929 w Inowrocławiu, zm. 26 października 1987 w Poznaniu) – polski hokeista na trawie, olimpijczyk z Helsinek 1952 i Rzymu 1960.
Był trenerem i działaczem WKS Grunwald Poznań. Grał też na pozycji bramkarza. W reprezentacji Polski rozegrał 51 spotkań.
Na igrzyskach olimpijskich w 1952 zajął 6 miejsce, a na igrzyskach olimpijskich w 1960 zajął 12 miejsce.